# Orchestre symphonique Giuseppe-Verdi de Milan
L’Orchestra Sinfonica di Milano est un orchestre symphonique italien fondé en 1993 grâce à la vision clairvoyante de Vladimir Delman, Marcello Abbado et Luigi Corbani.
L'orchestre est basé à Milan, au sein de l'Auditorium de Milan Fondazione Cariplo, situé à Largo Gustav Mahler.
La direction musicale est composée de Riccardo Chailly (directeur honoraire), Xian Zhang (directrice émérite), et Claus Peter Flor (directeur émérite). Nicola Campogrande est le compositeur en résidence.
Le nouveau directeur musical à partir de la saison 2024/25 est Emmanuel Tjeknavorian.

## Historique
L'Orchestre Symphonique de Milan a été fondé en 1993 par Vladimir Delman, ancien directeur de l'Orchestre Symphonique de Milan de la RAI, qui venait d’être dissous. Après le décès du Maestro Delman l’année suivante, le chef gallois Alun Francis a été nommé Directeur Musical. Sous sa direction, l'orchestre a exploré le répertoire symphonique des XIXe et XXe siècles. De 1999 à 2005, le poste de Directeur Musical a été occupé par Riccardo Chailly, aujourd'hui Directeur Honoraire de l'orchestre.
Depuis sa création, l'Orchestre Symphonique de Milan se produit dans sa salle à Milan (l'Auditorium de Milan situé à Largo Gustav Mahler). En 2002, en plus d’être l'orchestre résident du Festival des Deux Mondes de Spoleto, il a effectué sa première tournée européenne, se produisant en France, Espagne, Portugal et Suisse. En 2003, sous la direction d’Oleg Caetani, l'orchestre a joué au Chili, en Argentine et au Brésil. La même année, dirigé par Riccardo Chailly, il a réalisé une tournée au Japon, se produisant dans les principales salles de concert avec la participation de Martha Argerich et du Chœur Symphonique de Milan dirigé par Romano Gandolfi.
En 2004, sous la baguette de Riccardo Chailly, l'orchestre a fait ses débuts au Festival des Canaries et a été l’orchestre résident du Festival des Nations à Città di Castello. En 2005, dirigé par Eiji Oue et avec la participation de la violoniste Hilary Hahn, l’orchestre a entrepris une tournée en Allemagne et en France, poursuivant ensuite ses concerts sous la direction de Riccardo Chailly dans plusieurs grandes villes européennes telles que Francfort, Vienne et Budapest. La même année, l'orchestre a fait ses débuts à la 68e édition du Maggio Musicale Fiorentino en mai 2005. À l'automne 2006, sous la direction du Maestro Marko Letonja, l'Orchestre Symphonique de Milan a effectué sa première tournée italienne.
Le 24 avril 2008, à l’occasion du troisième anniversaire du pontificat de Benoît XVI, l’Orchestre Symphonique et le Chœur Symphonique de Milan, dirigés par Oleg Caetani, se sont produits au Vatican en présence du Pape Benoît XVI et du Président de la République Giorgio Napolitano. En décembre 2008, l’Orchestre Symphonique et le Chœur Symphonique de Milan ont été invités à Bakou, en Azerbaïdjan, pour le IIe Festival International Mstislav Rostropovitch. En 2011, avec trois représentations de Carmen de Georges Bizet, ils ont inauguré les célébrations d’ouverture de la Royal Opera House de Mascate, Oman, qui aspire à figurer parmi les dix meilleurs théâtres du monde.
En 2012, une nouvelle tournée en Russie a suivi, et lors de la visite de Benoît XVI à Milan pour la VIIe Rencontre Mondiale des Familles, l'orchestre a pris en charge la partie musicale de la liturgie. En 2013, après une tournée en Allemagne avec le violoniste David Garrett, il a été invité aux BBC Proms, unanimement considérés comme le meilleur festival de programmation symphonique pour grands orchestres au monde. L'Orchestre Symphonique de Milan, dirigé par sa Directrice Musicale, Mme Zhang Xian, et accompagné par la voix soliste du ténor maltais Joseph Calleja, a interprété des œuvres de Verdi, suivies de la Symphonie Manfred de Tchaïkovski.
En novembre 2022, l'Orchestre Symphonique de Milan et son Chœur Symphonique ont entrepris une tournée européenne à Amsterdam (Het Concertgebouw Amsterdam), Barcelone (L'Auditori), Madrid (Auditorio Nacional de Música Madrid) et Alicante (ADDA Alicante - Auditorio - Concert Hall). Cette tournée était dédiée à l'exécution du Requiem de Giuseppe Verdi, avec un casting comprenant Carmela Remigio (soprano), Anna Bonitatibus (mezzo-soprano), Valentino Buzza (ténor) et Fabrizio Beggi (basse), sous la direction du Chef de Chœur Massimo Fiocchi Malaspina.
En parallèle de ses activités de concert, l'Orchestre a développé une activité discographique riche, allant du répertoire verdien et rossinien au grand symphonisme romantique et russe.

## Mahler Festival 2023
Entre octobre et novembre 2023, l’Orchestre Symphonique de Milan a présenté le Festival Mahler. Du 22 octobre au 13 novembre 2023, ce festival a proposé, pour la première fois en Italie, l'exécution intégrale des symphonies et des cycles de lieder pour orchestre de Gustav Mahler, avec la participation de dix grands orchestres italiens : la Filarmonica della Scala, l’Orchestre de l’Accademia Nazionale di Santa Cecilia, Spira Mirabilis, l’Orchestre I Pomeriggi Musicali, l’Orchestre de Toscane et l’Orchestre des Jeunes d’Italie, l’Orchestre Symphonique National de la RAI, l’Orchestre de la Fondation Arena di Verona, l’Orchestre Haydn de Bolzano et Trento, ainsi que la Filarmonica Arturo Toscanini.
Le festival a également présenté l’exécution de la Symphonie n° 8 en mi bémol majeur (Symphonie des Mille), dirigée par le Maestro Claus Peter Flor dans la Cathédrale de Milan (Duomo di Milano).
Le 25 avril 2024, le Festival Mahler a reçu le Prix Spécial lors de la 43e édition du Prix de la Critique Musicale Italienne « Franco Abbiati ».

## Ensembles artistiques
Le Chœur Symphonique de Milan, fondé en 1998 sous la direction musicale de Romano Gandolfi, est aujourd'hui dirigé par Massimo Fiocchi Malaspina. Le Chœur Symphonique est composé de 100 membres capables d'aborder le répertoire lyrique-symphonique, de musique de chambre et polyphonique, couvrant des périodes allant du Baroque au XXe siècle.
Une autre formation est le Chœur de Voix Blanches, créé à l'automne 2001 à l'initiative du Maestro Romano Gandolfi. Ce chœur, actuellement composé d'environ 80 jeunes âgés de 8 à 18 ans, est dirigé depuis 2008 par Maria Teresa Tramontin.
La Fondation compte également parmi ses ensembles musicaux un Orchestre Amateur, composé d'environ 100 membres, ouvert à tous les passionnés qui, bien qu'ayant étudié un instrument, n'ont pas fait de la musique leur profession. Cet orchestre amateur constitue l'un des rares exemples d'orchestres amateurs stables actifs en Italie. L'ensemble a remporté en 2008 le premier prix dans la catégorie "Filippo Siebaneck" du XXVIIe Prix Franco Abbiati de la critique musicale italienne.
Enfin, à l'automne 2007, l'Orchestre Symphonique Junior de Milan a vu le jour.

## Chefs invités
Au cours de son histoire, l'orchestre a accueilli certaines des baguettes les plus illustres de la seconde moitié du XXe siècle, allant de Carlo Maria Giulini à Peter Maag, de Georges Prêtre à Vladimir Fedoseyev, Helmuth Rilling, Patrick Fournillier, Riccardo Muti et Riccardo Chailly.
Il a également été dirigé par Valery Gergiev, Rudolf Barshaï, Claus Peter Flor, Christopher Hogwood, Marko Letonja, Daniele Gatti, Roberto Abbado, Ivor Bolton, Kazushi Ono, Vladimir Jurowski, Yakov Kreizberg, Ulf Schirmer, Eiji Oue, Herbert Blomstedt, Krzysztof Penderecki, Leonard Slatkin, Vladimir Fedoseev et Wayne Marshall.

## Discographie
- 2000 - Giuseppe Verdi : Heroines, Direction Riccardo Chailly, (Decca, DDD).
- 2000 - Giuseppe Verdi : Messe Solennelle, Direction Riccardo Chailly, (Decca, DDD 00289 467 2802)
- 2001 - Cinema Italiano (avec Lucio Dalla, Deborah Harry, Filippa Giordano, Luciano Pavarotti and Sting), Direction Luis Bacalov, (Decca, 467 050-2)
- 2002 – Chants sacres, avec Plácido Domingo, Direction Marcello Viotti, (Deutsche Grammophon, DDD)
- 2003 - Dmitri Chostakovitch: Symphonies Nos. 5 & 6, Direction Oleg Caetani, (ARTS music)
- 2003 - Bruno Maderna : La Grande Aulodia, Direction Sandro Gorli, (Stradivarius, DDD)
- 2003 - Bruno Maderna: Liriche su Verlaine, Direction Sandro Gorli (Stradivarius, DDD)
- 2003 - Theatre Brass de Cinecittà, David Short, Ensemble di ottoni e di percussioni dell'Orchestra Sinfonica di Milano Giuseppe Verdi, (Beat Records)
- 2003 - Nino Rota : Lo scoiattolo, Erna Collaku, Francesco Palmieri, Luciano Miotto, Direction Giuseppe Grazioli (La bottega discantica, DDD)
- 2003 - Puccini: Integrale pour quatuor a cordes, (DECCA, DDD)
- 2003 - Shostakovich: Symphony No. 7, Direction Oleg Caetani, (ARTS music)
- 2003 - Una furtiva lagrima, Juan Diego Flórez, Direction Riccardo Frizza (Decca, DDD 00289 473 4402)
- 2003 - Rossini Arias, Juan Diego Flórez, Direction Riccardo Chailly (Decca, DDD 00289 470 0242)
- 2003 - Verdi Discoveries, Direction Riccardo Chailly (DECCA, DDD 00289 473 7672)
- 2003 - Rossini Discoveries, Laura Giordano, Ildar Abdrazakov, Michele Pertusi, Direction Riccardo Chailly (Decca, DDD)
- 2003 - Puccini Discoveries, Taigi, Calleja, Mastromarino, Urbanova, Volonté, Direction Riccardo Chailly (Decca, DDD 00289 475 3202)
- 2004 - Ramón Vargas, Between Friends, Direction Vjekoslav Sutej, (RCA)
- 2004 - Joseph Calleja, Tenor Arias, Direction Riccardo Chailly (Decca, DDD 00289 470 6482)
- 2004 - Sempre libera, Anna Netrebko, Direction Claudio Abbado (DG)
- 2004 - Shostakovich: Symphonies Nos. 9 & 10, Direction Oleg Caetani (ARTS music)
- 2004 - Shostakovich: Symphony No. 4, Direction Oleg Caetani (ARTS music)
- 2004 - Great Tenor Arias, Juan Diego Flórez, Direction Carlo Rizzi (Decca, DDD 00289 475 5502)
- 2004 – Puccini, Arie, Direction Anton Coppola (EMI Classics)
- 2004 – Luciano Berio, Transcriptions orchestrales, Direction Riccardo Chailly (Decca, DDD 00289 476 2830)
- 2005 – Shostakovich: Symphony No. 8, Direction Oleg Caetani (ARTS music)
- 2005 – Shostakovich: Symphony No. 11, Direction Oleg Caetani (ARTS music)
- 2006 – Forbidden Love, Direction Roberto Rizzi Brignoli (Sony Classical)
- 2006 – Shostakovich: Symphonies Nos. 2 & 12, Direction Oleg Caetani (ARTS music)
- 2006 – Shostakovich: Symphony No. 13 ("Babi Yar"), Orchestra Sinfonica e Coro Sinfonico di Milano Giuseppe Verdi, Direction Oleg Caetani (ARTS music)
- 2006 - Shostakovich: Symphonies Nos. 1, 10 & 15, Direction Oleg Caetani (ARTS music)
- 2006 - Shostakovich: Symphonies Nos. 3 & 14, Direction Oleg Caetani (ARTS music)
- 2006 - Shostakovich: Complete Symphonies, Direction Oleg Caetani (ARTS music)
- 2008 - Umberto Giordano: Andrea Chénier, Direction Vjekoslav Sutej. (Universal DDD)
- 2008 - "Cielo e mar", Direction Daniele Callegari, (Deutsche Grammophon, 477 7224)
- 2008 - Paul Hindemith, La Storia di Tuttifäntchen (Fable de Noel), Direction Fabrizio Dorsi (La Bottega Discantica)
- 2008 - Verdissimo Arias be Giuseppe Verdi, Direction Oleg Caetani (Warner Music)
- 2008 - Andrea Bocelli, Incanto, Direction Steven Mercurio (Sugar Music)

- 2016 - Weill Carpi Rota, Opera da tre soldi/Circus Suite/Ogni anno punto e da capo - Giuseppe Grazioli Direttore, Orchestra Sinfonica di Milano G. Verdi, Decca
- 2016 - Rota, Opere sacre - Giuseppe Grazioli Direttore, Orchestra Sinfonica di Milano G. Verdi, Decca
- 2017 - Marinuzzi, Sinf. in la/Suite Siciliana - Giuseppe Grazioli Direttore, Orchestra Sinfonica di Milano G. Verdi, Decca
- 2018 - Jules Burgmein, La Secchia Rapita - Orchestra Sinfonica di Milano G. Verdi, Solisti e Coro della Civica Scuola di Musica C. Abbado, Direttore Aldo Salvagno, (Dynamic)
- 2018 - Malipiero - Busoni, Orchestra Sinfonica di Milano, Domenico Nordio Violino, Tito Ceccherini Direttore, Sony
- 2019 - Juan Diego Flórez. Verdi, Orchestra Sinfonica e Coro Sinfonico di Milano, Juan Diego Flórez Tenore, Jader Bignamini Direttore, Sony
- 2020 - Italian Soundtracks, Orchestra Sinfonica di Milano, Giuseppe Grazioli, Warner Music
- 2022 - Pinocchio & More, Orchestra Sinfonica di Milano, Giuseppe Grazioli Direttore
- 2023 - Mahler - Sinfonie 1,3,5,7,9 Claus Peter Flor, Direttore - Cofanetto CD proposto in occasione del Festival Mahler 2023
- 2024 - Franco Alfano: Suite Romantica, Una Danza. Orchestra Sinfonica di Milano, Giuseppe Grazioli Direttore, Naxos